# Lucius Licinius Lucullus
Lucius Licinius Lucullus (Róma Kr. e. 109-ben vagy korábban – Kr. e. 59-56 között) a plebejus Licinia gens tagja, korának egyik legkiemelkedőbb római hadvezére és politikusa volt.
Sulla oldalán indult a karrierje, amint nagy riválisának, Pompeiusnak is, és bár hadvezérként felvette utóbbival a versenyt, a katonákkal szembeni szigora, illetve a lakosság iránti kímélete miatt sikerei ellenére sem volt népszerű.
Noha erkölcsileg kimagaslott kortársai közül, konzervatív politikusként kevésbé bizonyult tehetségesnek. A köztudatban élete utolsó, visszavonult évei alapján ismert leginkább mint a bőséges, ínyenc lucullusi lakomák rendezője.

## Családja, származása
Lucullus első ismert őse a dédapja, aki Kr. e. 202-ben volt aedilis curulis. Nagyapja, akit a család legtöbb férfi tagjához hasonlóan Luciusnak neveztek, Kr. e. 151-ben consuli rangra emelkedett. Az ő fia, Lucius Kr. e. 103-ban praetorként részt vett a II. szicíliai rabszolgaháborúban, de nem tudott döntő győzelmet aratni, és féltékenységből megsemmisítette készleteit és táborát, mielőtt átadta volna kinevezett utódjának. Ezért száműzték Rómából.
A száműzött praetor Kr. e. 142 egyik consuljának, az előkelő családba tartozó Lucius Caecilius Metellus Calvusnak lányát vette feleségül, akitől két gyermeke született: a hadvezér Lucius és öccse, Marcus. Születésének pontos időpontját nem ismerjük, de Plutarkhosztól tudjuk, hogy idősebb volt Pompeiusnál; öccse Kr. e. 79-es aedilisi évéből valószínűsíthető, hogy legkésőbb Kr. e. 109-ben jöhetett világra.

## Sulla oldalán
Első nyilvános szereplése az apját elítéltető Servilius augur beperlése volt. Az erőszakos és véres jelenetektől sem mentes eljárás végén Serviliust felmentették, de az apjáért bosszút álló fiú renoméja jelentősen megnőtt. Még fiatalon részt vett a Kr. e. 90-ben kitört itáliai szövetségesháborúban, ahol kivívta Lucius Cornelius Sulla elismerését. Sulla Kr. e. 88-ban, miután Lucullus kitartott mellette, miután elfoglalta Rómát, quaestori rangban magával vitte a Hellaszt megszálló VI. Mithridatész pontoszi király elleni háborúba, majd  Athén alól néhány hajóval hazaküldte, hogy flottát szerezzen Kr. e. 87–86 fordulóján. Ezt nagy nehézségek árán sikeresen meg is oldotta, és Kr. e. 85 nyarára kiűzte Khioszból és Kolophónból az ellenséget. Időközben Sulla ellenfelei, Caius Marius pártja is sereget küldött Mihtridatész ellen, amely Caius Flavius Fimbria vezetésével győzelmet is aratott Kis-Ázsiában. Lucullus legyőzte a Neoptolemosz vezette ellenséges flottát Tenedosznál, és megszállta a Dardanellákat, és inkább nem működött együtt a politikai ellenféllel, így Mithridatész el tudott menekülni, és a rómaiak közti széthúzást a maga javára fordíthatta a béketárgyalásnál, miután Sulla Kr. e. 84 tavaszán szintén átkelt Ázsiába.
A békekötést követően Sulla Rómába sietett, ahol a polgárháborúban legyőzte a marianusokat, majd önmagát örökös dictatorra neveztette ki. Lucullus a véres évek alatt Asia tartomány élén maradt egészen Kr. e. 80-ig, ahol a hadvezér által Mithridatésszel együttműködő városokra kirótt sarcot kellett behajtania. Ebben a minőségben nagylelkűen és bőkezűen járt el, noha a lázadó mütilénéiekkel szembeni fellépésével bizonyította tettre készségét. Kr. e. 79-ben tért haza, amikor szeretett öccsével együtt aedilisszé választották; Kr. e. 78-as hivatali évük a látványos és drága cirkuszi rendezvényekről volt híres. Sulla olyannyira kedvelte Lucullust, hogy külön törvénnyel tette számára lehetővé, hogy mindjárt a következő évben praetor legyen, illetve halálos ágyán fiát és lányát, Faustust és Faustát az ő gyámsága alá rendelte. Emlékiratainak kijavításával is őt bízta meg.

## Magistratusi évek
Kr. e. 77-ben praetor lett, majd Kr. e. 76-ban Africa provinciát igazgatta a tőle megszokott igazságossággal és józansággal. Kr. e. 75-ben hazatérve consullá választották Marcus Aurelius Cotta társaként. Kr. e. 74-es consuli évéről csak annyit tudunk, hogy eltökélten és sikeresen védelmezte Sulla reformjait Lucius Quinctius javaslataival szemben. Mithridatész időközben ismét egyre fenyegetőbben lépett fel Kis-Ázsiában, főleg miután IV. Nikomédész Philopatór halálát követően végrendeletének megfelelően Róma magába olvasztotta Bithüniát, és a pontoszi király ezt ellenezte Nikomédész fiának nevében. Lucullusnak jól jött volna a háború, hogy népszerűségét tovább növelje, ezért – bár eredetileg Gallia Cisalpina élére nevezték ki proconsulnak – a kilikiai helytartó halálát követően elérte, hogy inkább az ő utóda lehessen. Ehhez megkapta a hadvezéri kinevezést is, noha a Bithüniát kapó Cotta kezében maradt a hajóhad irányítása.

## A mithridatészi háború

### Az első győzelmek
A két consul még hivatali évük vége előtt a nagy zsákmánnyal és presztízzsel kecsegtető keletre sietett. Lucullus egy legiót vitt magával Itáliából, amelyhez további négy csatlakozott Anatóliában. Az eltunyult és lezüllött sereget meg kellett fegyelmeznie, mire elindulhatott, de ekkor értesült Cotta vereségéről és Khalkédónba meneküléséről. A hírre Galatiából Mithridatész sokkal nagyobb serege után vonult, amely megkezdte Küzikosz ostromát. A római hadvezér nem vállalt csatát, hanem a pontoszi állások közelében vert tábort, és az ostromlók utánpótlásának megakadályozását és a pontosziak kiéheztetését tűzte ki feladatául. A téli viharok miatt Mithridatész az általa uralt tenger felől sem kaphatott ellátmányt, így végül feladta a hősiesen ellenálló város ostromát, és nyugat felé indult. Lucullus serege szorosan a nyomában volt, és ahol csak tehette, súlyos veszteségeket okozott neki a hegyszorosokban.

### Pontosz elfoglalása
A király ekkor úgy határozott, hogy flottáját egy római renegát, bizonyos Varius vezetése alatt az Égei-tengerre küldi, ő maga pedig serege maradékaival ismét partra szállt Bithüniában Kr. e. 73-ban. Lucullus csak kisebb erőket küldött a király ellen, inkább a Hellészpontoszhoz vonult, ahol a görög városok segítségével rövidesen jelentős flottát hozott létre. Ezzel rövidesen sikerült legyőznie Variust Lémnosz partjainál, így a hátát biztosítva ismét teljes erejével indulhatott kelet felé. A hír hallatán Mithridatész harc nélkül feladta Nikomédiát, és visszahajózott Pontoszba. Lucullus az üldözésére indult, míg Cottát Hérakleia ostromára küldte, Triarius nevű parancsnokát pedig a Boszporusz felügyeletére vezényelte. Mithridatész azonban visszavonult a hegyekbe, Kabeirába, ahol új hadakat gyűjtött, így Lucullus inkább megkezdte egy fontos nagyvárosa, Amiszosz ostromát. Ez nem járt sikerrel, így Kr. e. 72 tavaszán két legiót a városnál hátrahagyva mégis Kabeirának vette az irányt.
A pontoszi sereg főleg lovasságát tekintve volt nagy fölényben, így Lucullus nem vállalt nagyobb csatákat. Miután már a rómaiak kappadókiai utánpótlása is veszélybe került, szerencsésen sikerült elvágnia egy nagyobb pontoszi seregtestet a többitől, mire Mihtridatész visszavonulásra adott parancsot. A seregben azonban pánik tört ki, és a király erői szétszóródtak. Az uralkodó alig tudott megmenekülni a zűrzavarban, és végül maradék erői élén jobbnak látta vejéhez, Armenia királyához, II. Tigranészhoz menekülni. Lucullus elfoglalta Kabeirát, majd Talauráig üldözte ellenfelét; innen követeket küldött az arméniai uralkodóhoz, követelve Mithridatész kiadatását, és számos törzs és tartomány hódolatát fogadta. Ezután visszatért, és Kr. e. 71-re a még mindig ellenálló Amiszosz, Eupatória, Hérakleia és Szinopé sikeres ostromával befejezte Pontosz meghódítását. Még Mithridatész krími boszporoszi királlyá kinevezett fia, Makharész is behódolt a rómaiaknak.
Lucullus ezután furcsa módon hosszú időt töltött Kis-Ázsiában, hadmozdulatok nélkül. Már a pontoszi városokban is igyekezett megakadályozni a rablást és dúlást, de kevés sikerrel; később maga próbált meg gondoskodni az újratelepítésükről. A római tartományok lakói ráadásul erősen megszenvedték az adóbérlők határtalan kapzsiságát, illetve a hadsereg visszaéléseit. Lucullus mindennek véget vetett, igazságos és tartósan fennmaradó rendszert hozott létre a hátralékok kamatainak méltányos szintre csökkentésével, illetve az adóbérlők tevékenységének szabályozásával. A lovagrendi csoportot ért veszteségek Rómában Lucullus elleni agitációhoz vezettek, de az anatóliai városok ünnepségeket rendeztek a hadvezér tiszteletére.

### Armenia
A római követség nem járt sikerrel, Mithridatész és Tigranész ugyanis közösen hadsereget kezdett toborozni. Lucullus Kr. e. 69-ben indult meg kelet felé válogatott haderő élén. A szárazságnak köszönhetően könnyedén át tudott kelni az Eufrátesz és a Tigris felső folyásán, és megkezdte Tigranokerta, a főváros ostromát. Tigranész először elmenekült fővárosából, de hatalmas túlerő élén ősszel visszatért. Lucullus bátran vállalta a csatát Kr. e. 69. október 6-án, és mesébe illő győzelmet aratott: a római oldalon alig volt veszteség, míg az arméniai sereg szerteszaladt. Még Tigranész diadémja is zsákmányul esett. A város görög lakói rövidesen megnyitották Tigranokerta kapuit a rómaiaknak, akik megkímélték a lakosságot, noha a rablástól nem lehetett őket visszatartani.
Lucullus Gordüénében telelt, ahol számos arméniai vazallus – köztük az utolsó, trónjától Tigranész által megfosztott Szeleukida, Antiokhosz Asziatikosz – hódolatát fogadta. Még a Pártus Birodalom királyához, III. Phraatészhez is követeket küldött, hogy biztosítsák a jóindulatát, ám az uralkodó annyira megbízhatatlannak tűnt, hogy Lucullus meg akart indulni ellene. Erre azonban már nem volt módja, mivel Tigranész és veje újabb sereggel jelent meg Kr. e. 68 nyarán, amit az Arszaniasz mellett, a Van-tótól északra ugyan le tudott győzni, de az utánpótlást nélkülöző római sereg nem volt hajlandó üldözni őket a másik főváros, Artaxata felé. Ehelyett a délebbi Niszibisz ellen vonultak, amit egy viharos téli estén sikerült bevenniük.

### A hadjárat vége
A niszibiszi táborban egyre romlott a sereg morálja. Rómában elhíresztelték Lucullus riválisának, Pompeiusnak a hívei és a sértett lovagrendiek, hogy Lucullus csak a saját hasznát lesi, és semmi egyéb oka nincs a hadjárat meghosszabbítására. A hírek a Publius Clodius által tüzelt katonasághoz is eljutottak, akik viszont nehezményezték a nehéz hegyi viszonyokat és vezérük szigorúságát, amellyel megakadályozta korlátlan prédálásukat. Kr. e. 67-ben a lázongó sereggel nem is tudott továbbindulni, mire Mithridatész visszatért Pontoszba, és Lucullus tisztjeit többször legyőzve megkezdte a tartomány visszahódítását. Lucullus erre katonái akaratának megfelelően sietősen nyugatnak indult, mire ellenfele visszavonult Arméniába – ide a légiók azonban nem voltak hajlandóak követni. A hadvezér így kénytelen volt letáborozni, és tétlenül szemlélni, hogy Tigranész és Mithridatész lerohanja Pontoszt és Kappadókiát.
Ilyen helyzetben érkeztek a Pontoszt római provinciává szervezni kinevezett legatusok Anatóliába. Jelentésüknek, miszerint a terület ellenséges kézen van, nagy hasznát vették Lucullus ellenfelei, akik az egyik consult, Acilius Glabriót Bithünia élére nevezték ki. Glabrio azonban nem vállalkozott új hadjárat indítására, ellenben tovább bomlasztott Lucullus légióiban. Kr. e. 66-ban végül a senatus törvényben nevezte ki Pompeiust Glabrio és Lucullus utódává, aki felszólította a hadvezért a lemondásra. Lucullus ezt meg is tette, sőt személyesen is találkozott utódjával amelynek során vitákkal súlyosbították egymás iránti, amúgy sem felhőtlen viszonyukat.

## Az arisztokraták élén
Lucullus életműve romokban hevert, amikor hazatért. A mithridatészi háború babérjait végül a Lucullus polgári jellegű intézkedéseinek egy részét is visszavonó Pompeius aratta le, miközben elődjétől Caius Memmius néptribunus vádaskodása miatt a triumphust is megtagadták Kr. e. 63-ig. A kialakuló pártharcokban a Pompeius túlzott népszerűségétől és hatalmától tartó arisztokrata konzervatívok vették pártfogásukba, különösen sógora, a rigorózus erkölcsű ifjabb Cato. Lucullus azonban nem volt túlzottan politikus alkat, és nem volt alkalmas az egész párt vezetésére. Legnagyobb sikere az volt, hogy Cato és Quintus Caecilius Metellus Creticus segítségével a Kr. e. 62-ben hazatérő Pompeius diadalmenetét a következő évig, keleti intézkedéseinek jóváhagyását pedig egészen Kr. e. 60-ig képes volt megakadályozni. Kr. e. 61-ben tanúskodott hajdani sógora, Clodius ellen annak perében, amivel Pompeius mellett a Kr. e. 60-ban vele triumvirátusra lépő Caius Iulius Caesart és Marcus Licinius Crassust is saját maga ellen hangolta. Caesar egyenesen azzal fenyegette meg, hogy felelősségre vonatja keleti hadjárata miatt.

## Visszavonulása
Lucullus fokozatosan visszavonult a politikától, utoljára Kr. e. 59-ből hallani róla. Ekkor bíráskodott Lucius Flaccus perében, illetve több más optimatával egyetemben megvádolták egy Pompeius elleni koholt összeesküvéssel. A továbbiakban az élete során szerzett hatalmas vagyonából élt luxuskörülmények között hatalmas, óriási összegekből épített Róma környéki, tusculumi és Nápoly vidéki villáiban – ehhez talán némi idősköri leépülés is társult, mivel állítólag fivérének kellett intéznie minden ügyét élete végén. Halálának pontos éve nem ismert, de Kr. e. 56-ban Cicero már halottként emlékszik meg róla. A halálára mondott gyászbeszédet követően állítólag a nagyságát immár felismerő tömeg követelésére Sullához hasonlóan a Campus Martiusra temették el.

## Hagyatéka, emlékezete
Élete végén idejét irodalommal, szórakozással, mulatozással, óriási vagyonának élvezetével töltötte, s emiatt még manapság is az ínyencség megtestesítőjének tartják. Impozáns kertjeit később Decimus Valerius Asiaticus vásárolta meg, akiről Claudius császár feleségére, Messalinára szálltak. Ezzel az irigyelt Lucullus-kertek császári tulajdonba kerültek. Feljegyezték róla, hogy ifjúságától kezdve érdeklődött az irodalom és a filozófia iránt. Kr. e. 66-ban zsákmánya lett Mithridatész könyvtára, amit tusculumi villájába szállíttatott, és részben megnyitott a köz számára. Cicero és Plutarkhosz egy görög nyelvű történeti munkáját is ismerte, amelyet a szövetséges háborúról írt, de mára már elveszett. Bőkezűen támogatta a különféle művészeket, különösen Arkhiaszt, a költőt és Arkeszilaoszt, a szobrászt; a filozófusok közül az Aszkalóni Antiokhosz tartozott állandó környezetéhez.
Lucullusról mesélik, hogy ő találta ki azt, hogy a sót le kell darálni, így jobban lehet sózni az ételeket. Szintén köztudott róla, hogy a pontoszi Cerasus városából ő telepítette Európába a cseresznyét, illetve szintén keletről az őszibarackot (korabeli latin nevén pomum persica, azaz perzsa alma).

## Házasságai, utódai
Lucullusnak két házasságáról tudunk, amelyekből egyetlen gyermeke született. Első felesége Appius Claudius Pulcher lánya, Clodia volt, akitől Kr. e. 66 körül elvált a mithridatészi háborúból hazatérve annak züllött, kicsapongó életvitele miatt. (Állítólag saját fivérével, a Lucullus seregében lázadást szító Publius Clodiusszal is fajtalankodott.) Új felesége Quintus Servilius Caepio lánya, az ifjabb Cato féltestévre, Servilia lett. Tőle származott egyetlen ismert gyermeke, Marcus (vagy Lucius). A halálakor még igen fiatal Marcus nevelését Catóra és elvbarátjára, Ciceróra bízta, akik republikánus szellemben nevelték fel. Cicero ígéretes tehetségnek tartotta a fiút. Lucullus fia Kr. e. 44-ben támogatta ismerőse, Marcus Iunius Brutus és társai Caesar ellen elkövetett merényletét. Kr. e. 42-ben részt vett a caesarianusok ellen vívott philippi csatában, és a vereséget követő üldözésben ölték meg.

## Ókori források
Lucullusról Plutarkhosz írt összefoglalót Párhuzamos életrajzok című művében, ahol Kimónnal állította párhuzamba, de Pompeiusról és Caesarról írt életrajzaiban is ejt szót róla. A korabeli források közül a Cicero műveiben található utalások a legfontosabbak. A korral foglalkozó történetírók művei közül Livius, Velleius Paterculus, Appianosz, Cassius Dio és Suetonius munkássága szolgál adatokkal Lucullus életéhez, a későbbiek közül pedig Eutropius és Aurelius Victor. Néhány információt az idősebb Plinius Naturalis historiája is tartalmaz a hadvezér vonatkozásában.